# Alegeri locale în județul Maramureș, 2020
Alegerile locale din județul Maramures, s-au desfășurat duminică, 27 septembrie.

## Rezulatate

### Președintele Consiliului Județean
| candidat           | partid            | voturi | % |
| ------------------ | ----------------- | ------ | - |
| Vlad Emanuel Durus | USR-PLUS          |        |   |
| Gabriel Zetea      | PSD-PNȚ-CD-PPU-SL |        |   |
| Ionel Bogdan       | PNL               |        |   |
| Valeriu Lascu      | PVerde            |        |   |
| Viorica Marincaș   | Pro Ro            |        |   |
| Mircea Ciocan      | PER               |        |   |
| Romeo Dobocan      | PMP               |        |   |
| Negruț Cornelia    | ALDE              |        |   |
| Bogdan Aiecoboaie  | PSDI              |        |   |

### Consiliul județean
| partid        | nr. voturi | % | mandate |
| ------------- | ---------- | - | ------- |
| USR-PLUS      |            |   |         |
| PSD-PNȚCD-PPU |            |   |         |
| PNL           |            |   |         |
| PVerde        |            |   |         |
| Pro Ro        |            |   |         |
| ALDE          |            |   |         |
| PMP           |            |   |         |
| PRM           |            |   |         |
| PER           |            |   |         |
| PSDI          |            |   |         |